# Coperonus nordenstami
Coperonus nordenstami är en kräftdjursart som beskrevs av Wilson 1989. Coperonus nordenstami ingår i släktet Coperonus och familjen Munnopsidae. Inga underarter finns listade i Catalogue of Life.